# Янсенс, Анна Цецилия
Анна Цецилия Жозефина Вильгельмина Янсенс (нидерл. Anna Caecilia Josephina Wilhelmina Janssens, 15 июня 1968, Ойстервейк, Северный Брабант — 8 сентября 2022, Маастрихт:189) — голландский эпидемиолог и профессор-исследователь трансляционной эпидемиологии в Школе общественного здравоохранения Роллинза Университета Эмори в Атланте, штат Джорджия, США. Большая часть её исследований была сосредоточена на прогнозировании генетического риска сложных заболеваний, таких как диабет и сердечно-сосудистые заболевания, на основе полигенных оценок, к которым она относилась критически. Она также раскритиковала чрезмерное внимание к роли генетики в попытках предотвратить и лечить болезни человека.
17 июня 2022 года было объявлено, что кабинет министров Нидерландов выдвинул Янсенс на должность члена Научного совета по государственной политике.